# 1992年NBA總決賽
1992年NBA總決賽是1991-92 NBA賽季的冠軍爭奪戰。當年東部冠軍芝加哥公牛與西部冠軍波特兰开拓者队進行七場四勝制的賽事，最終公牛队以4比2的大比分赢得了整个系列赛，这是芝加哥公牛队历史上第二个总冠军。迈克尔·乔丹亦被选为该赛季NBA总决赛最有价值球员。

## 晉級
- 芝加哥公牛
- 波特兰开拓者

## 參賽球員
| 芝加哥公牛      | 波特兰开拓者队         |
| --------------- | ---------------------- |
| 主教練： 菲尔·  | 主教練： 里克·阿德尔曼 |
| 迈克尔·乔丹     | 克莱德·德雷克斯勒      |
| 斯科蒂·皮蓬     | 丹尼·安吉              |
| 霍雷斯·格兰特   | 马克·布莱恩特          |
| 约翰·帕克森     | 维恩·库珀              |
| 德尼斯·霍普森   | 阿拉·阿布德纳比        |
| B·J·阿姆斯特朗  | 凯文·达克沃斯          |
| 克莱格·霍奇斯   | 杰罗姆·科尔西          |
| 比尔·卡特赖特   | 泰瑞·波特              |
| 鲍伯·汉森       | 巴克·威廉姆斯          |
| 斯科特·威廉姆斯 | Ennis Whatley          |
| 克里夫·利文斯顿 |                        |

## 比賽結果
| 場次  | 日期    | 主場球隊 | 結果    | 客場球隊 |
| ----- | ------- | -------- | ------- | -------- |
| 第1場 | 6月3日  | 公牛     | 122–89  | 开拓者   |
| 第2場 | 6月5日  | 公牛     | 104–115 | 开拓者   |
| 第3場 | 6月7日  | 开拓者   | 84–94   | 公牛     |
| 第4場 | 6月10日 | 开拓者   | 93–88   | 公牛     |
| 第5場 | 6月12日 | 开拓者   | 106–119 | 公牛     |
| 第6場 | 6月14日 | 公牛     | 97–93   | 开拓者   |

公牛以4-2勝出
註：OT代表比賽需要進行加時

## 外部連結
NBA官方網站：http://www.nba.com/（页面存档备份，存于）
互聯網上的其他網站：